# Nikol
Nikol nombre femenino que tiene su origen en la Antigua Grecia, Significa victoria o triunfo del pueblo, está relacionado con la diosa griega de la victoria Nike, también puede utilizarse como apellido.
En la República Checa es un nombre muy común desde 1945 hasta hoy han nacido 10571 personas con este nombre.

## Geografía
Se encuentra a una altitud de 9 m s. n. m. a 301 km de la capital estatal, Gandhinagar, en la zona horaria UTC +5:30.

## Demografía
Según estimación 2011 contaba con una población de 35 214 habitantes.